# Valerius Jasche
Valerius Jasche, auch Jasch (* 1624 in Kolberg; † 24. Juni 1684 in Stolp) war ein deutscher evangelischer Geistlicher und Schulmann. Er war zunächst Konrektor, dann Rektor der Großen Ratsschule in Kolberg.
Valerius Jasche stammte aus einer Kolberger Familie. Sein Vater Joachim Jasche war Pastor an der St.-Marien-Domkirche in Kolberg, sein Großvater Christoph Jasche war Kaufmann in Kolberg gewesen. Valerius Jasche besuchte zunächst die Schule in seiner Heimatstadt Kolberg, dann die damals von Joachim Otto geleitete Schule in Stolp. Anschließend ging er an die Universität Königsberg, wo er breit gefächert Theologie, Philosophie und Mathematik studierte und sich dabei auch mit Metoposkopie und Chiromantie befasste. Nach dem Tod seines Vaters im Jahre 1648 kehrte er kurz nach Kolberg zurück und begab sich dann auf eine Bildungsreise durch Deutschland und die Niederlande.
Im Jahre 1655 wurde Jasche Konrektor der Großen Ratsschule (Lyzeum) in seiner Heimatstadt Kolberg. An dieser Schule blieb Jasche, seit 1663 als Rektor, bis zu seinem Lebensende. Als Schulmann genoss Jasche nach dem Urteil von Gottfried von Bülow in der Allgemeinen Deutschen Biographie „nicht nur den Ruf der Tüchtigkeit, so dass das Lyceum unter ihm großen Aufschwung nahm, sondern er war sogar mit Leidenschaft seinem Amte zugetan“. Jasche ließ sich von Schülern und Kollegen mit dem Titel „Exzellenz“ anreden, der ihm als Schulleiter bei weitem nicht zukam. An der Universität Rostock war er seit 1654 als Doctorandus immatrikuliert und erwarb dort 1665 den akademischen Grad eines Lizentiaten der Theologie.
1667 wurde Jasche im Nebenamt zum Assessor des Pommerschen und Camminschen geistlichen Konsistoriums berufen, das bis 1668 seinen Sitz in Kolberg hatte. Ab 1669 war er im Nebenamt Vesperprediger. 1677 gründete er an der St. Marien-Domkirche eine öffentliche Bibliothek und wurde deren erster Bibliothekar.
Als in Kolberg drei Frauen der Hexerei angeklagt wurden, setzte sich Jasche engagiert für ihr Leben ein und nutzte dafür seine Predigten. Dabei wandte er sich unerschrocken, aber auch leidenschaftlich gegen Johannes Colberg, der damals Pastor an der St. Marien-Domkirche war und der sich für eine Verurteilung einsetzte. Letztlich konnte Jasche sich nicht durchsetzen, aber immerhin kam es in Kolberg danach zu keinem weiteren Hexenprozess mehr.
Jasche veröffentlichte einige wissenschaftliche Schriften, daneben wie seinerzeit üblich viele Hochzeitsgedichte, Trauergedichte und Leichenpredigten.
Jasche war ab 1657 verheiratet mit Anna Sophie Groß, einer Tochter des hinterpommerschen Generalsuperintendenten Christian Groß. Er begab sich im Jahre 1684 für eine Operation nach Stolp, wo er starb. In sein Amt als Rektor folgte ihm der Stargarder Konrektor David Hollaz.